# Václav Vraný
Václav Vraný (* 13. September 1982 in Pilsen, Tschechoslowakei) ist ein tschechischer Handballspieler.
Vraný, der zuletzt für den ASV Hamm-Westfalen spielte und für die tschechische Nationalmannschaft aufläuft, wird meist als Kreisläufer eingesetzt.
Václav Vraný begann in seiner Heimatstadt bei Slavie VŠ Pilsen mit dem Handballspiel und wechselte später zu HSC SKU Pilsen, wo er in der ersten tschechischen Liga debütierte. 2002 kam er zum Hauptstadtclub Allrisk Prag, 2004 zu Dukla Prag. 2007 schloss er sich dem TUSEM Essen an, der gerade in die 1. Handball-Bundesliga aufgestiegen war. 2009 wechselte Vraný zum Zweitligisten HSC 2000 Coburg. Nur ein Jahr darauf wechselte er zum schweizerischen Verein Kadetten Schaffhausen, mit dem er 2011 und 2012 Meister sowie 2011 Pokalsieger wurde.
Im Sommer 2012 wechselte Vraný zum deutschen Zweitligisten ASV Hamm-Westfalen. Dort unterschrieb Vraný einen Zweijahresvertrag. Zum 1. Dezember 2013 wurde sein Vertrag einvernehmlich aufgelöst.
Václav Vraný hat bisher 65 Länderspiele für die tschechische Nationalmannschaft bestritten. Bei der Weltmeisterschaft 2007 in Deutschland stand er nicht im Aufgebot der Tschechen. Dafür war er Teilnehmer an der Handball-Europameisterschaft der Männer 2010 und 2012.